# Ik kan je niet vergeten (André Hazes)
Ik kan je niet vergeten is een lied van de Nederlandse zanger André Hazes. Het werd in 1991 als single uitgebracht, nadat het een jaar eerder als achtste track op het album Kleine jongen stond.

## Achtergrond
Ik kan je niet vergeten is geschreven door André Hazes, Elmer Veerhoff, Aart Mol, Erwin van Prehn, Geertjan Hessing en Cees Bergman (Cat Music) en geproduceerd door John van de Ven en Jacques Verburgt. Het is een lied dat past in het genre levenslied. In het lied zingt de zanger over een verbroken relatie en hoe hij toch constant aan haar blijft denken. Het lied werd op single uitgebracht met een instrumentale versie van het lied op de B-kant. Het lied werd over de jaren door verschillende artiesten gecoverd, waaronder door Hazes' kinderen Roxeanne en André Hazes jr. voor het album Van jou, voor jou, Tino Martin, en Mart Hoogkamer voor zijn album Sweet memories.

## Hitnoteringen
De zanger had succes met het lied in Nederland. Het kwam tot de 39e plaats van de Nationale Top 100 en stond acht weken in deze hitlijst. De Nederlandse Top 40 werd niet bereikt; het kwam hier tot de zestiende plaats van de Tipparade. 